# Falling Angel
Falling Angel (Falling Angel) è un romanzo giallo soprannaturale del 1978 scritto da William Hjortsberg.

## Trama
La trama si svolge nello stato di New York nel 1959. Il detective privato in rovina Harry Angel viene assunto da un misterioso cliente, Louis Cyphre, tramite lo studio legale di Herman Winesap, per ritrovare un cantante scomparso di nome Johnny Favorite.
Johnny Favorite aveva raggiunto rapidamente la fama prima della Seconda Guerra Mondiale, ma non è più stato visto da quando fu gravemente ferito durante un bombardamento della Luftwaffe sulle forze alleate in Tunisia nel 1943. Dopo l’attacco, fu riportato negli Stati Uniti in stato vegetativo. Cyphre ha ricevuto informazioni secondo cui Favorite potrebbe essere un paziente della clinica Emma Dodd Harvest Memorial a Poughkeepsie, ma non gli è stato concesso l’accesso.
Dopo alcune indagini, Angel scopre che Favorite era effettivamente un paziente della clinica, ma fu dimesso e affidato alle cure di un uomo chiamato Edward Kelly. Angel inizia così a cercare Kelly e gli altri vecchi amici di Favorite a New York, un’indagine che lo conduce in un inquietante ambiente occulto. Scopre che la fidanzata di Favorite, Margaret Krusemark, è un’occultista e praticante di magia nera, proprio come lo era lo stesso Favorite; la leggenda vuole che il cantante abbia evocato il Diavolo durante una Messa Nera. Quando, uno dopo l’altro, i vecchi conoscenti di Favorite vengono assassinati nel corso delle indagini, Angel inizia a temere di essere incastrato per quegli omicidi.
Alla fine, Angel si trova faccia a faccia con la verità: egli stesso è Johnny Favorite. Dopo aver evocato il Diavolo durante una Messa Nera e aver accettato di vendere l’anima in cambio della fama e del successo nel mondo della musica, era diventato una star, ma la sua carriera fu bruscamente interrotta dalla guerra. Rimasto affetto da amnesia a causa delle ferite riportate nel 1943 e con l’aiuto dei suoi amici, si era reinventato una nuova identità per sfuggire al contratto stretto con Louis Cyphre — ovvero Lucifero. Da allora, Cyphre lo ha inseguito, uccidendo tutti i suoi vecchi amici e guidandolo fino a questo momento di rivelazione. Il libro si conclude con l’arresto di Angel per gli omicidi, per i quali esistono prove schiaccianti della sua colpevolezza.

## Opere derivate
- Dal racconto è stato tratto il film Angel Heart - Ascensore per l'inferno (Angel Heart) di Alan Parker 1987[1].